# مرثية حلم
مرثيّةُ حُلم أو صلاة لراحة حلم (بالإنجليزية: Requiem for a Dream)‏ هو فيلمٌ نفسيّ دراميّ أمريكي صَدَر في عام 2000، وَهْوَ من إخراج دارن أرونوفسكي وبطولة إلين بورستين وجاريد ليتو وجينيفر كونيلي ومارلون واينز. مأخوذ عن روايةٍ تَحِملُ نفس الاسم للكاتب هيوبرت سيلبي الذي شاركَ أيضاً في كتابةِ النصِّ مع أرونوفسكي. الفيلم يُلقي الضوءَ على الإدمان بمفاهيمه المُختلفة، وكيفَ يُغيّر حياةَ الأفراد، وليسَ إدمانَ المخدّرات فقط، بل أنواعاً مُختلفةَ من الإدمان. وقد سلّط الفيلم الضوء على أربع شخصيات تجمعهم أحلام أرقتّهم ولم تتحقق: ثلاثةُ شبّان يعانون من إدمانهم للمخدرات وسيّدة عجوز تعالج وحدتها بالجلوس أمام شاشة التلفاز، الأمر الذي يَجعل طموحات كل منهم وآمالهم تتغيّر وتتحوّل. حازَ الفيلم على 32 جائزة كما ترشّحت بورستين لجائزة الأوسكار لأفضل ممثلة عن أداءها. وقد عُرِضَ الفيلم لأول مرة في مهرجان كان السينمائي 2000.

## طاقم العَمل
- إلين بورستين بدور سارة غولدفارب.
- جاريد ليتو بدور هاري غولدفارب.
- جينيفر كونيلي بدور ماريون سيلفر.
- مارلون واينز بدور تايرون سي. لوف.
- كريستوفر ماكدونالد بدور تابي تيبونز
- مارك مارغوليس بدور السيد رابونتز.
- لويز لاسر بدور آدا.
- ماريسا جاك كورتز بدور راي.

## موضوعُ الفيلم
غالبيّة المُراجعين صنّفوا الفيلم بكونِه من نوعِ «أفلام المُخدّرات» مِثله مِثل فيلم الخوف والبغض في لاس فيغاس وTrainspotting وBasketball Diaries وSpun. وقد علّق أرونوفسكي على ذلك أنّه لا يَحسبُ أن الفيلم قصّته عن المُخدّرات أو الهيروين فحسب، مع ذلك فإن قصّة هاري وتيرون مايرون تقليديّة جدّاً ولكنّ الاختلاف الجوهريّ في قصّة سارة التي لا يمكنك حينها إلّا الاندهاش.

## الموسيقى التصويرية
كلينت مانسيل هو من قامَ بتأليف موسيقى الفيلم بالاشتراك مع فِرقة Kronos Quartet. وقد حازت الموسيقى التصويرية للفيلم على الإعجاب العالمي بشكل عامٍ واستُخدمت في العديد من الأعمال السينمائيّة الأخرى والإنتاجاتِ الفرديّة كفيلم شيفرة دا فينشي وأنا أسطورة وبعضُ الحلقاتِ من مُسلسل لوست. وقد صَدرَ ألبوم الموسيقى التصويريّة في عامِ 2000 ومُدّته 51 دقيقة بالكامل.

## الإصدار
عُرِضَ الفيلم لأوّل مرّة في 14 مايو في مهرجان كان السينمائي ثُمّ في 13 سبتمبر في مهرجان تورونتو وصَدَر لدور العرضِ العالميّة في 27 أكتوبر.

## الاستقبال الجماهيري

### آراءُ النُقّاد
تلقّى الفيلم إشادة من النُقّاد بشكلٍ عام، وقد حَصَل على مجموعة 78% في موقع الطماطم الفاسدة على أساس 133 ناقد. وموقع ميتاكريتيك أعطاه درجة 68 من 100 على أساسِ 32 مُقيّماً. وقد علّق موقع شباك التذاكر السعودي عليه قائلاً: «هذا الفيلم أعطى للمتعة السينمائية معنى آخر فعلى قدر استمتاعك أثناء مشاهدته إلا أن الحزن سرعان ما يجتاحك عند انتهاءه... وللأسف لم تحصل تحفة آرنوفكسي على التقدير المستحق لكونها صدرت في سنة مليئة بالأفلام الممتازة.»

### التقييم
قَيّمت جمعية الفيلم الأمريكي الفيلم بكونه NC-17، وقد طلبَ أرونوفسكي تعديل التقييم ليشاهده الجميع بدون حَذفِ أيّ مقطع إذ أنّ حَذَف أي شيء سيُضعفُ الفيلم، ولكن بَقيَ التقييم كما هو. وفي المملكة المتحدة صنّف المجلس البريطاني لتصنيف الأفلام بأنّه +18.

### الجوائز والترشيحات
ترشّح الفيلم لـِ47 جائزة نال منها على 32، وقد رُشّحت بورستين لجائزة الأوسكار لأفضل ممثلة عن أداءها. لكنّها خَسِرت أمام جوليا روبرتس التي نالتها عن أدائِها في فيلم إيرين بروكوفيتش. وقد رُشحّت لعدّة أدوارٍ أخرى بما في ذلك جائزة غولدن غلوب لأفضل ممثلة في فيلم دراما. في عامِ 2007 كان الفيلم واحداً من الأفلام الـ400 التي ترشّحت ضمنَ قائمة معهد الفيلم الأمريكي لأفضل فيلم الذكرى العاشرة.

## وصلات خارجية
- مرثية حلم على موقع IMDb (الإنجليزية)
- مرثية حلم على موقع ميتاكريتيك (الإنجليزية)
- مرثية حلم على موقع روتن توميتوز (الإنجليزية)
- مرثية حلم على موقع نتفليكس (الإنجليزية)
- مرثية حلم على موقع قاعدة بيانات الأفلام العربية
- مرثية حلم على موقع ألو سيني (الفرنسية)
- مرثية حلم على موقع Turner Classic Movies (الإنجليزية)
- مرثية حلم على موقع أول موفي (الإنجليزية)
- مرثية حلم على موقع بوكس أوفيس موجو (الإنجليزية)
- مرثية حلم على موقع فيلمافينيتي (الإسبانية)